# Ospedali riuniti di Reggio Calabria
Gli Ospedali riuniti "Bianchi-Melacrino", meglio noti come Ospedali Riuniti, costituiscono uno dei più grandi ospedali meridionali. 
È il principale presidio ospedaliero della città di Reggio Calabria facente parte del Grande Ospedale Metropolitano "Bianchi-Melacrino-Morelli".

## Storia
Le origini del civico ospedale di Reggio Calabria risalgono a più di 6 secoli fa.
Le prime indicazioni circa un ospedale a Reggio risalgono al ‘500 e le relative documentazioni provengono dalle relazioni delle viste pastorali di Annibale D'Afflitto vescovo della città dal 1593 al 1638. In quel periodo vi erano a Reggio due ospedali: L'ospedale di San Gregorio e l'ospedale di Santa Margherita o Ospedale Maggiore, ambedue promossi dalla Chiesa con funzioni anche di “Casa del pellegrino”.
L'ospedale di San Gregorio (più che altro un centro di assistenza) aveva sede nella chiesa di San Gregorio Armeno (detta anche di Sant'Angelo Maggiore), dove nel 1571 si erano insediati i domenicani chiamandola chiesa del Rosario (la chiesa era più o meno nella sede attuale, non lontana dal torrione della Battagliola, quello che dà il nome alla via del torrione e tutta la zona fino al convento era pertinenza dei domenicani)
L'ospedale di Santa Margherita o Maggiore era dei due quello sicuramente più importante in quanto vero e proprio luogo di cura e non solo infermeria. Esso aveva sede nel centro della città nella zona detta dell'Orologio (fra il castello ed il mare). Devastato come la maggior parte della città dall'incendio da parte dei turchi il 3 settembre 1594, è stato ricostruito nello stesso luogo dove lo ritrova l'arcivescovo D'afflitto nella sua ultima vista pastorale del 1635 definendolo “confortevole e atto per gli infermi, i pellegrini e le famiglie”.
Più o meno contemporaneamente, nel 1624, il Capitolo provinciale dei padri cappuccini deliberò la costruzione del "Luogo Nuovo" un convento situato nella zona detta di Santa Lucia, fra la attuale via Posidonea, via Reggio Campi e via Cappuccinelli a beneficio di quelli che fra i padri che abitavano nel lontano convento della Consolazione (ora detto "Eremo"), essendo infermi, non potevano raggiungere la città. Il convento dalla sua costruzione ebbe funzione anche di infermeria. Le fondamenta del convento-infermeria furono gettate nel 1634, fuori dalle mura, in contrada Santa Lucia, sopra il torrione della battagliola da cui distava 200 passi. Il nuovo convento fu consacrato nel 1642.
Le tre strutture di accoglienza infermi ( le due “infermerie” e l'ospedale di Santa Margherita) tali rimasero fino al terremoto del 1783. Dopo il sisma il Santa Margherita fu riedificato in “mal costruite”  baracche sotto le mura del castello e negli anni successivi spostato nel convento dei Cappuccini, dove erano tornati i frati utilizzandolo anche come infermeria. Il 10 gennaio 1811 il decreto di Murat, che alienava le proprietà della chiesa, passò la giurisdizione del convento-ospedale alla Commissione di Beneficenza. Dopo l'unificazione del Regno la giurisdizione passò alla Congregazione di carità. L'ospedale fu ampliato nel 1877 (capace allora di ospitare 30 infermi) e nel 1892 quando il numero di posti letto fu portato a 80 rimanendo nello stesso convento fino al 1908, anno in cui fu distrutto dal terremoto e, dopo qualche tempo, riedificato in baracche nello stesso luogo.
Nel 1912 la Congregazione di Carità, presieduta dall'avvocato Giuseppe Carbone, deliberava di procedere alla ricostruzione dell'ospedale civico nella località denominata "Campi Francesi". Questa ampia spianata era stata donata alla Congregazione da Giuseppe Maria Melacrino, nobile possidente di Motta S. Agata, prima del terremoto, affinché vi sorgesse un istituto per la cura e la riabilitazione degli storpi. Mentre gli amministratori della Congrega studiavano il modo migliore per realizzare il sogno del Melacrino, venne il sisma che rase al suolo l'ospedale di via Posidonea e, per esigenze urbanistiche, si decise di riedificarlo "lontano dalla città" appunto nei Campi donati dal Melacrino. Pertanto la Congregazione nel 1914 affidò la direzione del relativo progetto all'ingegnere De Nava.
Il progetto fu terminato nel 1914 ma per il sopraggiungere degli eventi bellici l'appalto fu rinviato al 1919 (primo lotto) e 1923-25 (secondo e terzo lotto). Tuttavia i finanziamenti definitivi furono stanziati su richiesta del Prefetto Carini che, con l'appoggio quadrumviro Michele Bianchi, ottenne un ulteriore finanziamento e l'opera, iniziata 15 anni prima,  fu terminata in due anni
Si pose quindi il difficile problema su come finanziare il funzionamento del nosocomio. Questo fu risolto mediante un notevole (e particolarmente complesso) riordinamento della beneficenza Reggina. I fondi di beneficenza, fino allora suddivisi in tante iniziative, furono accorpati con Regio Decreto in 4 gruppi, uno dei quali accorpava un Ricovero per Storpi, voluto dal Cav. Melacrino e mai realizzato, con il nuovo Ospedale, con la denominazione e di "Ospedali riuniti G.Melacrino e F. Bianchi" (quest'ultimo Medico e padre del Quadrumviro su citato) I principi di Piemonte inaugurarono gli Ospedali Riuniti il 31 maggio 1932.
Al benefattore che aveva donato il terreno è stata anche intitolata la via che era d'accesso all'ospedale
Il primo direttore sanitario fu il prof. Carossini (primario chirurgo).I reparti erano tre (Medicina (compreso tubercolotici), Chirurgia (compresa ginecologia), oculistica ed Otorinolaringoiatria)  I costi delle prestazioni sono stati fissati per decreto e, ad es., il costo di una visita medica o prestazione chirurgica ambulatoriale era di L.2 (poco più' di 1 kg di pane) , essendo esenti coloro che potevano dimostrare di essere iscritti nell'elenco dei poveri o di averne i requisiti.

## Azienda ospedaliera
L'Azienda ospedaliera, costituita con D.P.G.R. n. 170 in data 8 febbraio 1995 comprende i presidi ospedalieri di Reggio Calabria:
- "Ospedali Riuniti"
- "Ospedale Eugenio Morelli"

Con Legge Regionale n. 35 del 08/11/2016, l'Azienda ospedaliera ha assunto la denominazione di "Grande Ospedale Metropolitano Bianchi-Melacrino-Morelli".